# جار القمر (مسلسل)
جار القمر هو مسلسل كويتي من تأليف علي الدوحان وإخراج سائد بشير هواري ،عرض في (1 رمضان 1434 هـ - 10 يوليو 2013).

## قصة المسلسل
في إطار الدراما الاجتماعية الخليجية تتناول أحداث المسلسل العديد من القضايا الهامة داخل المجتمع الخليجي مثل تعدد الزوجات والتعصب القبلي وانتشر ذلك في الأونة الأخيرة.

## طاقم العمل
- زهرة عرفات
- عبد الإمام عبد الله
- لطيفة المجرن
- إبراهيم الزدجالي
- إلهام الفضالة
- يعقوب عبد الله
- غرور
- جواهر
- غادة الزدجالي
- ليلى عبد الله
- شيلاء سبت
- نور الغندور
- خالد بوصخر
- عبدالرحمن الدين